# Pia Kleber
Pia Kleber (* 1941) ist eine in Kanada lebende deutsche Theaterwissenschaftlerin und emeritierte Hochschullehrerin der University of Toronto.

## Leben
Pia Kleber erwarb den Studienabschluss Master of Arts an der Akademie der Künste in Berlin und im Rahmen eines nachfolgenden Postgraduiertenstudiums den Ph.D. an der University of Toronto. Sie ließ sich auf Dauer in Kanada nieder und war ab 1988 als Professorin für Schauspiel und Vergleichende Literaturwissenschaft an der University of Toronto tätig. Im Jahr 1999 wurde sie dort erste Inhaberin des von der Helen-and-Paul-Phelan-Foundation gestifteten Lehrstuhls für Schauspiel (Helen-and-Paul-Phelan-Chair for Drama).
Sie organisierte mehrere größere Theaterfestivals und Konferenzen an der University of Toronto, darunter Brecht: 30 Years After (1986), Why Theatre: Choices for the New Century (1995), Mirror or Mask? Self-representation in the Modern Age (2002) und Faust in the 21st Century Modernity, Myth, Theatre (2004).
Kleber engagierte sich über Jahrzehnte hinweg für die Zusammenarbeit der kanadischen und deutschen Kulturschaffenden und das gegenseitige Kennenlernen und Verstehen der Kulturen. Auf eine Idee Klebers hin initiierten die kanadischen Universitäten von Toronto und Québec die Errichtung eines kanadischen Studienzentrums in Berlin, das im Jahr 2001 anlässlich des Staatsbesuchs der kanadischen Generalgouverneurin Adrienne Clarkson feierlich eröffnet wurde. Kleber erläuterte hierzu: 

„Mein Grundgedanke war, dass die kanadischen Studenten der Europäischen Studien zwar Europa studieren, aber noch nie dort gelebt haben. Deswegen wollte ich hier ein Center haben, damit sie wirklich eine Weile in Europa leben.“

Für ihr diesbezügliches Engagement wurde Kleber im Jahr 2002 mit dem Bundesverdienstkreuz am Bande und 2015 mit der Bundesverdienstkreuz 1. Klasse ausgezeichnet.
Neben ihrer Lehrtätigkeit veröffentlichte Pia Kleber als Autorin oder Herausgeberin zahlreiche Aufsätze zu theaterwissenschaftlichen Themen, beispielsweise über den Regisseur Robert Lepage und den Dramatiker Robert Wilson. Für die achtbändige Reihe Great European Stage Directors verfasste sie das Kapitel über den französischen Filmemacher Roger Planchon.

## Veröffentlichungen (Auswahl)
- Exceptions and rules: Brecht, Planchon and "The good person of Szechwan". P. Lang, New York 1987, ISBN 3-8204-9744-7 (englisch).
- Pia Kleber, Colin Visser (Hrsg.): Re-interpreting Brecht: his influence on contemporary drama and film. Cambridge University Press, Cambridge 1990, ISBN 0-521-38140-1 (englisch).
- Theatrical Continuities in Giorgio Strehler’s The Tempest. In: Dennis Kennedy (Hrsg.): Foreign Shakespeare. Cambridge University Press, Cambridge 1993, ISBN 0-521-61708-1 (englisch).
- The Directing Methodologies of Giorgio Strehler. In: Shanghai Theatre Academy (Hrsg.): Theatre and Art. (englisch).
- Die Courage der Mütter. Am Beispiel von Bertolt Brecht. Die Mutter als aesthetische Figur. In: Renate Möhrmann (Hrsg.): Verklaert, verkitscht, vergessen. J. B. Metzler, 1996, ISBN 3-476-01302-2, S. 130–144 (online (Auszug)).
- Roger Planchon. In: Clare Finburgh, Peter M. Boenisch (Hrsg.): The Great European Stage Directors. Band 6: Littlewood, Strehler, Planchon. Bloomsbury Methuen Drama, London 2018, ISBN 978-1-4742-5399-4 (englisch).

## Auszeichnungen und Ehrungen
- 1999: Helen-and-Paul-Phelan-Professur im Fach Schauspiel, University of Toronto
- 2002: Bundesverdienstkreuz am Bande
- 2015: Bundesverdienstkreuz 1. Klasse